# Baicalellia
Baicalellia är ett släkte av plattmaskar. Baicalellia ingår i familjen Provorticidae.
Kladogram enligt Dyntaxa:
| Baicalellia | \| \| Baicalellia brevituba \| \| \| \| \| \| Baicalellia subsalina \| \| \| \| |
|             | \| \| Baicalellia brevituba \| \| \| \| \| \| Baicalellia subsalina \| \| \| \| |
|             | Balgetia                                                                        |
|             |                                                                                 |
|             | Canetellia                                                                      |
|             |                                                                                 |
|             | Coronopharynx                                                                   |
|             |                                                                                 |
|             | Hangethellia                                                                    |
|             |                                                                                 |
|             | Haplovejdovskya                                                                 |
|             |                                                                                 |
|             | Pogaina                                                                         |
|             |                                                                                 |
|             | Provortex                                                                       |
|             |                                                                                 |
|             | Vejdovskya                                                                      |
|             |                                                                                 |
|             | Baicalellia brevituba                                                           |
|             |                                                                                 |
|             | Baicalellia subsalina                                                           |
|             |                                                                                 |

|  | Baicalellia brevituba |
|  |                       |
|  | Baicalellia subsalina |
|  |                       |